# Elton Petronilho
Elton Júnio dos Santos Petronilho (* 27. Dezember 2001) ist ein brasilianischer Leichtathlet, der sich auf den Dreisprung spezialisiert hat und zu Beginn seiner Karriere auch im Hochsprung aktiv war.

## Sportliche Laufbahn
Erste internationale Erfahrungen sammelte Elton Petronilho im Jahr 2018, als er bei den U18-Südamerikameisterschaften in Cuenca mit 2,01 m die Goldmedaille im Hochsprung gewann. Anschließend nahm er an den Olympischen Sommerspielen in Buenos Aires teil und gelangte dort auf Rang fünf. Im Jahr darauf siegte er mit 2,12 m bei den U20-Südamerikameisterschaften in Cali und 2021 siegte er mit 2,15 m bei den U23-Südamerikameisterschaften in Guayaquil. Daraufhin gewann er bei den erstmals ausgetragenen Panamerikanischen Juniorenspielen in Cali mit 2,19 m die Silbermedaille hinter dem Mexikaner Erik Portillo. Im Jahr darauf verteidigte er bei den U23-Südamerikameisterschaften in Cascavel mit 2,15 m seinen Titel im Hochsprung und siegte mit 16,37 m auch im Dreisprung. 2025 siegte er dann mit 16,52 m im Dreisprung bei den Hallensüdamerikameisterschaften in Cochabamba, ehe er bei den Hallenweltmeisterschaften in Nanjing mit 16,28 m auf den elften Platz gelangte. Ende April gewann er bei den Südamerikameisterschaften in Mar del Plata mit 16,26 m die Silbermedaille hinter seinem Landsmann Almir dos Santos.
2024 wurde Petronilho brasilianischer Meister im Dreisprung.

## Persönliche Bestleistungen
- Hochsprung: 2,19 m, 1. August 2021 in São Paulo
- Dreisprung: 16,71 m (+0,3 m/s), 8. Juni 2024 in Cochabamba